# حقل كرانج النفطي
حقل كارانج النفطي هو أحد حقول النفط الإيرانية يقع على بعد 120 كيلومتر (75 ميل). شرق مدينة الأهواز، في محافظة خوزستان. تم اكتشافه في عام 1963 وبدأ الإنتاج فيه بعد تركيب المنشآت الإنتاجية في عام 1964. يبلغ إنتاج النفط في حقل كارانج حوالي 200,000 برميل لكل يوم (32,000 م3/ي). كما يحتوي الحقل على عمود نفطي يبلغ سمكه 650 مترًا مع درجة كثافة نوعية (API) تبلغ 33.9 درجة. وقد تم تقدير احتياطات الحقل من النفط بنحو 11.2 مليار برميل، في حين يقدر احتياطي الغاز بنحو 3.5 تريليون قدم مكعب. وتم الانتهاء من مشروع لحقن الغاز في حقل كارانج في عام 1995. كما أن الحقل مملوك لشركة النفط الوطنية الإيرانية المملوكة للدولة، ويتم تشغيله بواسطة شركة النفط الوطنية الإيرانية الجنوبية.